# Tramways de l'Ardèche

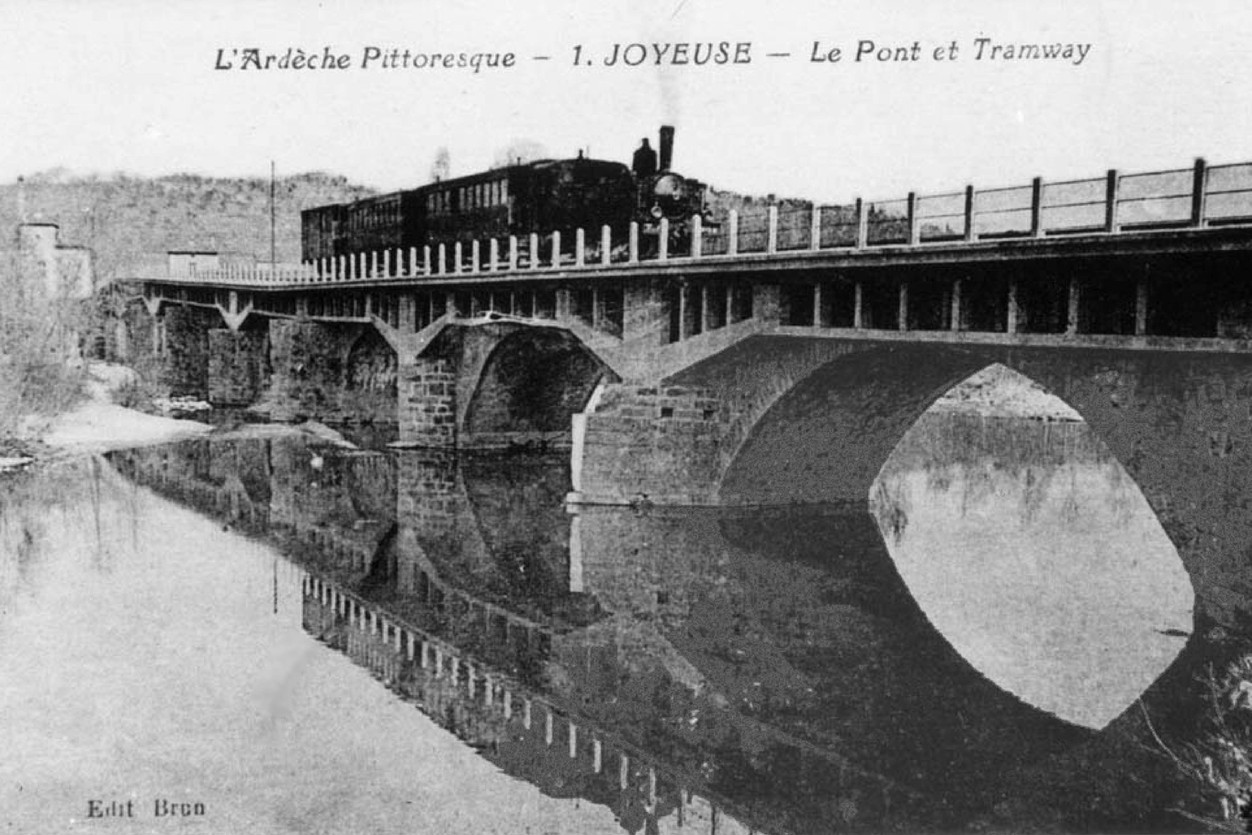
Un train à Joyeuse.

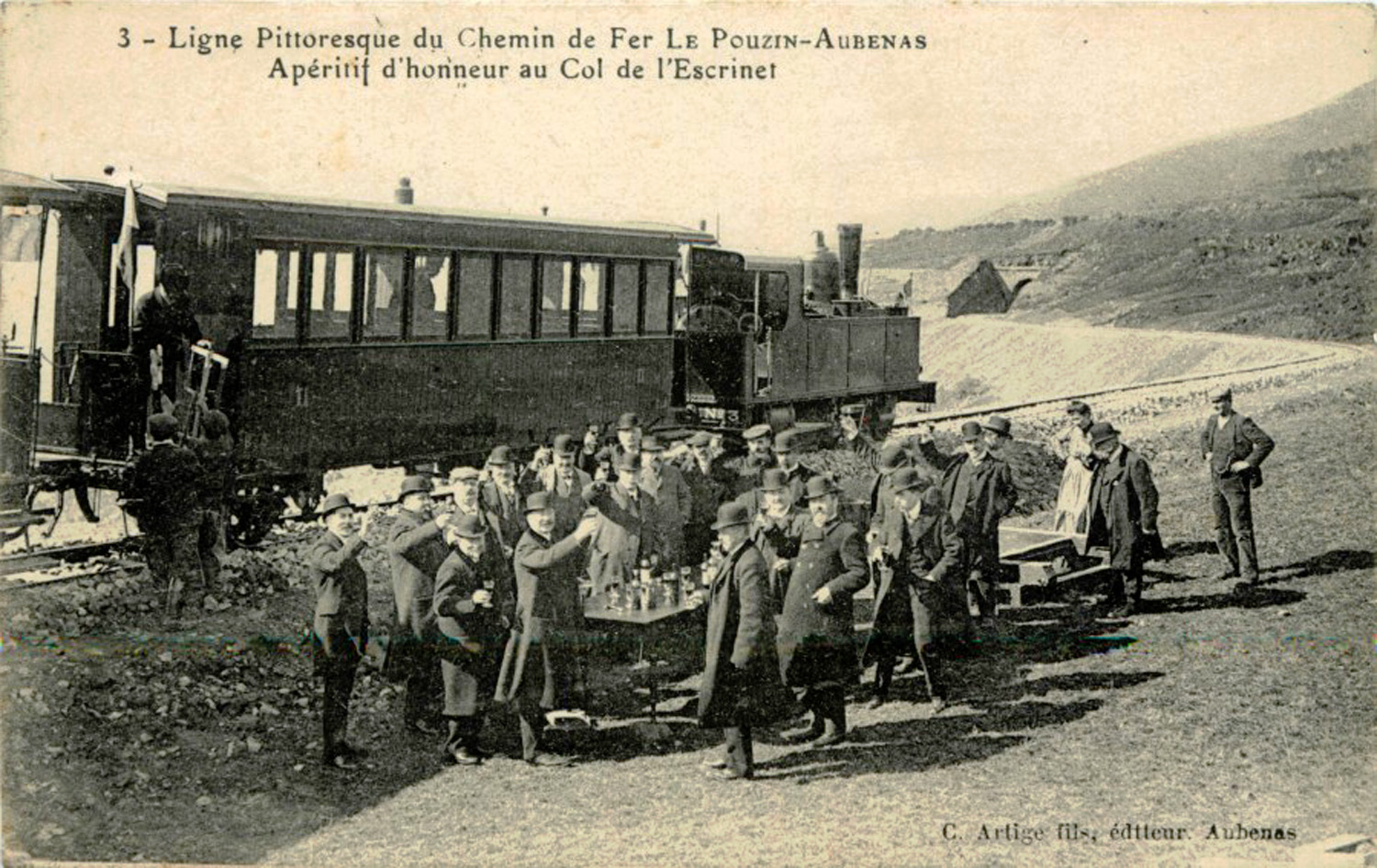
Train au col de l'Escrinet lors de l'inauguration de la ligne du Pouzin à Aubenas.

La Société des Tramways de l'Ardèche est une entreprise qui exploita un réseau de chemin de fer dans le département de l'Ardèche entre 1910 et 1930. Cette société fut fondée à Lyon par François Gilbert Planche. Son siège se trouvait au 19 rue de Bonnel, dans le 3ème arrondissement de Lyon.

## Historique
Le réseau est déclaré d'utilité publique en avril 1905. La concession des huit lignes est attribuée à Messieurs Etienne, Gilbert et Félix Planche le 16 mai 1908. Le réseau disparut progressivement entre 1914 et 1930.

## Les lignes
Les lignes étaient construites à voie métrique et le réseau possédait une longueur de 138 kilomètres pour huit lignes, détaillées ci-dessous :
- Ligne 1 : - Le Pouzin - Privas, longue de 15,4 kilomètres et ouverte en mars 1910 ;
- Ligne 2 : - Privas - Aubenas, longue de 33,7 kilomètres et ouverte en mars 1910 ;
- Ligne 3 : - Aubenas - Uzer, longue de 13,4 kilomètres et ouverte en novembre 1910 ;
- Ligne 4 : - Uzer - Les Vans, longue de 23,3 kilomètres et ouverte en novembre 1910 ;
- Ligne 5 : - Les Vans - Saint-Paul-le-Jeune, longue de 13,7 kilomètres et ouverte en novembre 1910 ;
- Ligne 6 : - Uzer - Largentière, longue de 4,5 kilomètres et ouverte en novembre 1910 ;
- Ligne 7 : - Ruoms -Vallon-Pont-d'Arc, longue de 9,5 kilomètres et ouverte en novembre 1910 ;
- Ligne 8 : - Vernoux - Saint-Peray, longue de 23,3 kilomètres et ouverte en mars 1910.

## Le matériel roulant
- Locomotives  Piguet, type 130T, no 1 à 12, poids à vide de 22 tonnes ;
- Voitures à voyageurs, 19 unités, à 2 essieux système de Rechter, plateformes extrêmes ouvertes,

AB 1 à 7, 1re et 2e classe, 35 places assises
B 1 à 6, 2e classe, 35 places assises
BFP 1 à 6, 2e classe, fourgon, compartiment postale, 20 places assises
- Fourgons à bagages, compartiment postal, 8 unités, à 2 essieux

FP 1 à 8
- Wagons de marchandises, 56 unités, à 2 essieux

J 1 à J 10, wagons couverts
K 1 à 28, wagons tombereaux
N 1 à 10, wagons plats
NTM 1 à 8, wagons plats à traverse mobile

## Les ouvrages d'art

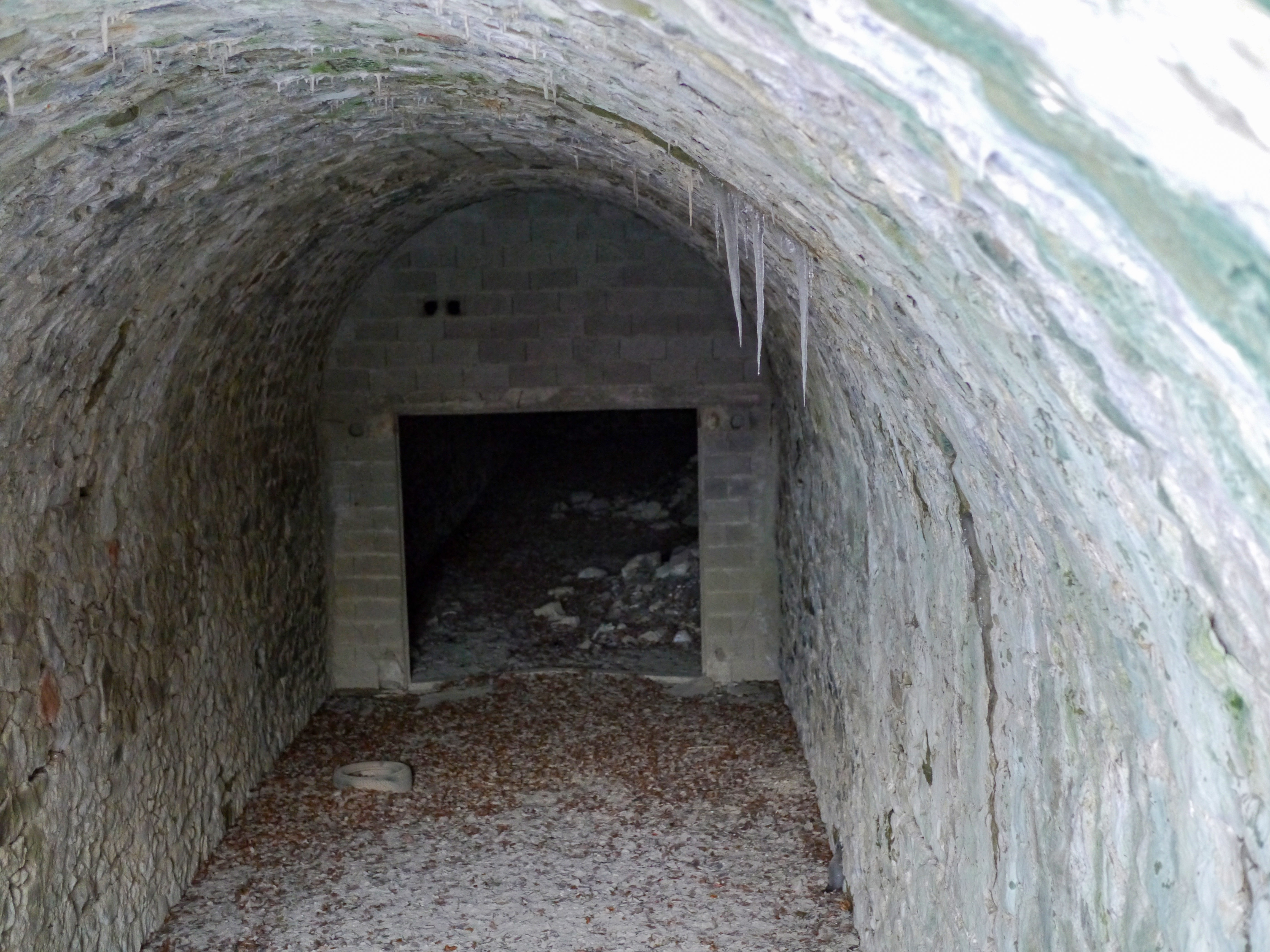
Intérieur du tunnel de l'Escrinet en janvier 2024.

Les lignes des Tramways de l'Ardèche étaient le plus souvent construites en accotement des routes nationales ; plusieurs ponts routiers, reconstruits pour supporter le poids du chemin de fer, existent toujours à l'heure actuelle.
La ligne franchissant le Col de l'Escrinet décrivait plusieurs lacets et passait sous le col grâce à un tunnel de 324 m et un second tunnel, plus court (46 m), sous la route une colline empruntée par la route nationale. Le long tunnel, après avoir servi de champignonnière, est partiellement éboulé ; le tunnel plus court a été intégré à un sentier pédestre.